# Bittere kamrussula
De bittere kamrussula (Russula pectinata) is een paddenstoel uit de familie Russulaceae. Hij vormt mycorrhiza met loofbomen, vooral eiken (Quercus), in lanen op lemige bodem.

## Beschrijving

### Uiterlijke kenmerken
Hoed
De hoed kan tussen de 4 en 10 cm breed zijn, maar is meestal 5-6 cm breed. Het is relatief vlezig en min of meer okergeel, soms bijna bruinachtig in het midden en levendiger tot strogeel van kleur aan de rand. Grijsachtig gele of hazelnoot- tot broodbruine kleuren komen ook voor. De scherpgerande hoedrand heeft hobbelige groeven (tot 1/3 van de radius). De vochtige, glanzende, anders doffe huid van de hoed is moeilijk te verwijderen.
Lamellen
De lamellen staan vrij dichtbij tot ver weg en zijn aanvankelijk witachtig crèmekleurig en later crème-oker van kleur. Ze zijn vaak bruingevlekt en sterk verbonden door dwarsaders.
Steel
De bijna knotsvormige steel is vrij kort, ongeveer 2-4 (-5) cm lang en 1 (-2) cm breed. Het is witachtig grijs en uiteindelijk meer grijsbruin en wordt soms roodachtig aan de basis. De basis van de steel kan echter niet met ammoniak worden gekleurd.
Geur en smaak
Het vruchtvlees is gelig onder de hoedhuid en smaakt duidelijk kruidig. Ook de lamellen smaken pittig. De russula ruikt fruitig.  Het vruchtvlees reageert roodgrijs met ijzersulfaat en sterk positief met guaiac (azuurblauw).
Sporenprint
De sporenprint is crème (IIb-c volgens Romagnesi).

### Microscopische kenmerken
De 6,5-8 µm lange en 5-6 µm brede sporen zijn ovaal of langwerpig. De meeste zijn min of meer wratachtig, maar soms zijn ze ook licht geribbeld, stekelig en soms met elkaar verbonden. De wratten worden tot 0,75 µm hoog. De apiculus meet 1,5 x 1–1,25 µm, de hilarische plek is onduidelijk en slecht gedefinieerd. De basidia zijn 35-60 µm lang en 8,5-10 (-11,5) µm breed en hebben elk vier sterigma's. De pleurocystidia zijn spoelvormig en vallen verder niet erg op. Ze zijn 57–80 µm lang en 7,5–9 µm breed. Ze zijn meestal min of meer appendiculair aan de punt. Ze laten zich meestal goed kleuren met sulfovanilline.
De hyfen eindcellen van de hoedhuid zijn 20-305 µm lang en 2,5-5 µm breed. Aan de uiteinden zijn ze vaak iets versmald, soms licht gekopt of gelobd. De pleurocystidia zijn 4 à 5 µm breed. In sulfovanilline hebben ze een enigszins grijsachtige of ongedefinieerde kleur.

## Ecologie
Zoals alle kamrussula's is de bittere kamrussula een mycorrhiza-schimmel die een symbiotische relatie kan aangaan met verschillende loofbomen. De belangrijkste gastheer is waarschijnlijk de eik. Ook vormt het samenwerkingsverbanden met haagbeuken, populieren en andere loofbomen.
De russula komt naast haagbeuk-, eiken- en Europese beukenbossen, maar ook in parken en parken. Het geeft de voorkeur aan verse, voedselarme, neutrale tot alkalische en meestal kleiachtige bruine aarde. Hij kan van juli tot oktober worden aangetroffen op min of meer met gras begroeide plaatsen in de heuvels en lagere bergen.

## Verspreiding

Europees verspreidingsgebied

De bittere kamrussula is een Holarctische soort die voorkomt in Noord-Azië (Israël, Oost-Siberië en Korea), Noord-Afrika (Marokko, Algerije) en Europa. In Duitsland is het zeldzaam en vertoont het duidelijke trends in achteruitgang. In Nederland komt de kamrussula matig algemeen voor.

## Eetbaarheid
Deze russula is niet eetbaar vanwege de scherpe smaak.